# Reidun Skjørten
Reidun Skjørten (1958) è un'ex sciatrice alpina norvegese.

## Biografia
Reidun Skjørten vinse la medaglia di bronzo nella discesa libera ai Campionati norvegesi 1976; non prese parte a rassegne olimpiche e non ottenne piazzamenti di rilievo in Coppa del Mondo o ai Campionati mondiali.

## Palmarès

### Campionati norvegesi
- 1 medaglia:
  -  1 bronzo (discesa libera nel 1976)[senza fonte]